# Josef Slavíček (mykolog)
Josef Slavíček (19. února 1945 Životice – 9. srpna 2019) byl český mykolog, specializující se na kornatcovité houby.
Byl dlouholetým členem České mykologické společnosti, členem České vědecké společnosti pro mykologii  a dlouholetým předsedou Mykologického klubu při Muzeu východních Čech v Hradci Králové. Byl členem výboru výboru sekce pro výzkum diverzity a ochranu hub (makromycetů).
Část jeho sběrů je součástí mykologické sbírky Muzea východních Čech v Hradci Králové. Zároveň na základě muzejních sbírek sepsal jako autor či spoluautor několik odborných studií.
V letech 1997–1999 byl společně s Věrou Samkovou řešitelem grantového projektu MK ČR "Mykologický terénní výzkum východních Čech, doplňování sbírky hub Muzea východních Čech a její počítačová evidence".
V roce 2004 se stal jedním ze spoluautorů (jako pátý autor) publikace Velký fotoatlas hub z jižních Čech, na němž se podílel 39 popisy chrošotvarých hub (Aphyllophorales).
V roce 2010 provedl mykologický výzkum v přírodní památce Na bahně.
Napsal řadu článků s mykologickou tematikou a o houbách také přenášel. Po odchodu do důchodu se přestěhoval za svou partnerkou, rovněž mykoložkou, a žil v Mimoni na Českolipsku. Díky tomu také začal působit jako externí spolupracovník Vlastivědného muzea a galerie v České Lípě.